# Jesus Santiago Moure
Jesus Santiago Moure, C.M.F., (Ribeirão Preto, 2 de novembro de 1912 – Batatais, 10 de julho de 2010) foi um presbítero claretiano, entomólogo brasileiro, autoridade nacional em abelhas e professor da Universidade Federal do Paraná.

## Biografia
Era filho de galegos, sendo o seu pai, Miguel Moure Santiago, um engenheiro imigrado no Brasil para trabalhar na construção das estações ferroviárias da antiga Companhia Mogiana.

## Abreviatura (zoologia)
A abreviatura Moure  emprega-se para indicar a Jesus Santiago Moure como autoridade na descrição e taxonomia em zoologia.